# Más (singel Nelly Furtado)
"Más" – drugi singel kanadyjskiej piosenkarki Nelly Furtado promujący jej czwarty album studyjny Mi Plan, wydany 15 września 2009 roku. Utwór został napisany przez Nelly Furtado, Lester Mendez i Andresa Recio. Teledysk został wydany 18 grudnia 2009 roku.

## Teledysk
Teledysk miał premierę w piątek, 13 listopada 2009 w niemieckiej telewizji. Ukazuje Nelly i jej chłopaka w różnych sytuacjach. Pokazane są również sceny śpiewającej Furtado w pokoju z dużym lustrem i fotelem. Jako pierwsze, artystka i jej chłopak są pokazani podczas śniadania. Nelly podaje mu talerz, ale on na nią nie patrzy. Później wyjeżdża i kiedy w nocy Furtado jest już w łóżku, wraca i również kładzie się spać, ale znowu na nią nie patrzy. W kolejnej scenie siedzą w salonie. Jej chłopak czatuje przez laptopa i kiedy opuszcza pomieszczenie, patrzy na niego. Nelly zdaje sobie sprawę, że on ją zdradza. Jedzie pod wskazay adres, czeka tam, aż jej chłopak wyjdzie z domu. Wysiada z samochodu i krzyczy na oboje. Kłóci się ze swoim chłopakiem i pod koniec teledysku powraca do samochodu oraz śpiewa przed lustrem ostatni wers piosenki.

## Słowa piosenki
"Más" opisuje dynamiczność problemów w związkach, które powoli zanikają. Artystka chce mocniej czuć, żyć i być kochaną. Opisuje, że to jest po prostu piosenka o miłości.

## Notowanie
| Notowanie                    | Najwyższa pozycja |
| ---------------------------- | ----------------- |
| Słowacja IFPI                | 87                |
| US Latin Pop Songs Billboard | 25                |
| Polska Top 50                | 26                |
| Argentyna Top 100            | 38                |
| Niemcy Top 50                | 32                |
| Szwajcaria Top 50            | 23                |
| Włochy Airplay               | 25                |
| Chile                        | 48                |